# Pokémon FireRed và LeafGreen
Pokémon FireRed Version (Nhật: ポケットモンスター ファイアレッド Hepburn: Poketto Monsutā Faiareddo, lit. Pocket Monsters: FireRed) và LeafGreen Version (Nhật: ポケットモンスター リーフグリーン Hepburn: Poketto Monsutā Rīfugurīn, lit. Pocket Monsters: LeafGreen) là phiên bản làm lại nâng cao của trò chơi video năm 1996 Pokémon Red và Blue. Các tựa game mới được phát triển bởi Game Freak, được phát hành bởi The Pokémon Company và Nintendo cho Game Boy Advance và có khả năng tương thích với Game Boy Advance Wireless Adaptor, vốn ban đầu đi kèm với các trò chơi. FireRed và LeafGreen được phát hành lần đầu tiên tại Nhật Bản vào tháng 1 năm 2004 và được phát hành lần lượt ở Bắc Mỹ và Châu Âu vào tháng 9 và tháng 10. Gần hai năm sau khi phát hành ban đầu, Nintendo tiếp thị lại chúng dưới dạng các tựa game Lựa chọn. Hai trò chơi giữ sự khác biệt là phiên bản làm lại nâng cao đầu tiên của các trò chơi trước trong nhượng quyền thương mại.
Các trò chơi này là một phần của thế hệ thứ ba của loạt trò chơi điện tử nhập vai Pokémon. Như trong các trò chơi trước, người chơi điều khiển nhân vật người chơi từ góc độ trên cao và tham gia vào các cuộc chạm trán chiến đấu theo lượt. Tuy nhiên, các tính năng mới như menu trợ giúp theo ngữ cảnh và khu vực mới mà người chơi có thể truy cập cũng đã được thêm vào. Trong suốt các trò chơi, người chơi bắt và nuôi Pokémon để sử dụng trong trận chiến.
Các trò chơi đã nhận được hầu hết các đánh giá tích cực, đạt được tổng điểm 81 phần trăm trên Metacritic. Hầu hết các nhà phê bình đều ca ngợi thực tế rằng các trò chơi đã giới thiệu các tính năng mới trong khi vẫn duy trì lối chơi truyền thống của dòng game. Sự tiếp nhận của đồ họa và âm thanh đã được trộn lẫn nhiều hơn, với một số nhà phê bình phàn nàn rằng chúng quá đơn giản và thiếu cải tiến so với các trò chơi trước đó, Pokémon Ruby và Sapphire. FireRed và LeafGreen là những thành công thương mại, bán được tổng cộng khoảng 12 triệu bản trên toàn thế giới.

## Cách chơi
Như với tất cả các trò chơi nhập vai Pokémon được phát hành cho các máy chơi game cầm tay, FireRed và LeafGreen ở góc nhìn thứ ba, trên cao. Màn hình chính là một thế giới, trong đó người chơi điều hướng nhân vật chính. Tại đây, giao diện menu có thể được truy cập, trong đó người chơi có thể định cấu hình Pokémon, vật phẩm và cài đặt trò chơi của mình. Khi người chơi gặp Pokémon hoang dã hoặc bị huấn luyện viên thách đấu, màn hình sẽ chuyển sang màn hình chiến đấu theo lượt hiển thị Pokémon của người chơi và Pokémon đã tham gia. Trong trận chiến, người chơi có thể chọn một động tác để Pokémon của mình thực hiện, sử dụng vật phẩm, chuyển đổi Pokémon hoạt động của mình hoặc cố gắng chạy trốn. Tất cả các Pokémon đều có điểm nhấn (HP); khi HP của Pokémon bị giảm xuống 0, nó sẽ ngất xỉu và không thể chiến đấu nữa cho đến khi nó được hồi sinh. Khi Pokémon địch bị ngất, tất cả các Pokémon của người chơi tham gia vào trận chiến sẽ nhận được một số điểm kinh nghiệm nhất định (EXP). Sau khi tích lũy đủ EXP, Pokémon có thể tăng cấp.
Bắt Pokémon là một yếu tố thiết yếu khác của trò chơi. Trong trận chiến với Pokémon hoang dã, người chơi có thể ném một quả bóng Poké vào nó. Nếu Pokémon bị bắt thành công, nó sẽ thuộc quyền sở hữu của người chơi. Các yếu tố trong tỷ lệ bắt thành công bao gồm HP của Pokémon mục tiêu và loại Poké Ball được sử dụng: HP của mục tiêu càng thấp và Poké Ball càng mạnh, tỷ lệ bắt thành công càng cao.
Trong khi FireRed và LeafGreen là phiên bản làm lại của Red và Green (Pokémon Green chỉ được phát hành tại Nhật Bản, trong khi phiên bản Mỹ là Blue), chúng có chứa các cải tiến về khả năng sử dụng như tính năng hướng dẫn theo ngữ cảnh cho phép người chơi tìm kiếm dữ liệu tại bất kỳ điểm nào trong trò chơi. Ngoài ra, khi tiếp tục trò chơi đã lưu, người chơi được hiển thị bốn hành động cuối cùng họ thực hiện, cho phép họ nhớ những gì họ đang làm.
Các trò chơi hỗ trợ Cáp liên kết trò chơi Game Boy Advance, qua đó người chơi được kết nối có thể giao dịch hoặc chiến đấu. Người chơi cũng có thể kết nối với Pokémon Ruby và Sapphire, cũng như với Pokémon Colosseum, cho phép họ có được hơn 350 Pokémon. FireRed và LeafGreen cũng có khả năng kết nối với Nintendo GameCube và tương tác với Pokémon Box: Ruby và Sapphire. Trong Box, người chơi có thể tổ chức và xem Pokémon đã thu thập của mình và trong Colosseum, Pokémon có thể được sử dụng trong trận chiến. FireRed và LeafGreen cũng là những trò chơi đầu tiên trong sê-ri tương thích với Bộ điều hợp không dây Game Boy Advance, được đóng gói sẵn với các trò chơi. Bộ chuyển đổi có thể được cắm vào cổng liên kết của hệ thống Game Boy Advance và cho phép người chơi trong bán kính 30 Chân50 (91515 mét) tương tác không dây với nhau. Ngoài ra, có tới 30 người chơi cùng một lúc có thể tham gia một địa điểm đặc biệt gọi là "Phòng Liên minh", nơi họ có thể giao dịch, chiến đấu hoặc trò chuyện. Nintendo đã thiết lập "JoySpots" tại các địa điểm bán lẻ của Nhật Bản cho mục đích này.

## Plot

### Cài đặt
Pokémon FireRed và LeafGreen diễn ra chủ yếu ở khu vực hư cấu Kanto. Đây là một khu vực riêng biệt của nhiều người trong thế giới Pokémon, bao gồm môi trường sống địa lý đa dạng cho các loài Pokémon, thị trấn và thành phố đông dân, và các tuyến đường giữa các địa điểm. Một số khu vực chỉ có thể truy cập được khi người chơi có được một vật phẩm đặc biệt hoặc một trong những Pokémon của người chơi học được một khả năng đặc biệt. Gần cuối cốt truyện, nhân vật chính có thể mạo hiểm đến Quần đảo Sevii, một khu vực mới không có trong các trò chơi Đỏ và Xanh ban đầu. Quần đảo Sevii là một quần đảo gồm bảy hòn đảo và chứa Pokémon thường dành riêng cho khu vực Johto, cũng như một số nhiệm vụ sau trò chơi. Sau khi các nhiệm vụ nói trên Quần đảo Sevii hoàn thành, khả năng giao dịch với Ruby và Sapphire cho Pokémon độc quyền của Hoenn sẽ khả dụng.

## Tóm tắt
Nhân vật chính thầm lặng của FireRed và LeafGreen là một đứa trẻ sống trong một thị trấn nhỏ tên là Pallet Town. Sau khi người chơi bắt đầu một hành trình và mạo hiểm một mình vào bãi cỏ cao, một giọng nói cảnh báo họ dừng lại. Giáo sư Oak, một nhà nghiên cứu Pokémon nổi tiếng, giải thích cho người chơi rằng loại cỏ như vậy thường là môi trường sống của Pokémon hoang dã và việc gặp chúng một mình có thể rất nguy hiểm. Anh ta đưa người chơi đến phòng thí nghiệm của mình, nơi người chơi gặp cháu trai của Oak, một Huấn luyện viên Pokémon đầy tham vọng khác. Người chơi và đối thủ của họ đều được hướng dẫn chọn Pokémon khởi đầu cho chuyến đi của họ. Đối thủ sau đó thách đấu người chơi trong trận chiến Pokémon với Pokémon mới thu được của họ và tiếp tục chiến đấu với người chơi ở một số điểm nhất định trong suốt trò chơi.
Sau khi đến thành phố tiếp theo, người chơi được yêu cầu giao bưu kiện cho Giáo sư Oak. Khi trở về phòng thí nghiệm, người chơi được tặng một Pokédex, một cuốn bách khoa toàn thư công nghệ cao ghi lại các mục của bất kỳ Pokémon nào bị bắt. Oak yêu cầu người chơi thực hiện ước mơ biên soạn một danh sách toàn diện về mọi Pokémon trong trò chơi.
Khi đến thăm các thành phố trong khu vực, người chơi bắt gặp các cơ sở đặc biệt gọi là Phòng tập thể dục. Bên trong các tòa nhà này là các Nhà lãnh đạo phòng tập thể dục, mỗi người trong số đó người chơi phải đánh bại trong trận chiến Pokémon để có được Huy hiệu phòng tập thể dục. Sau khi có được tổng cộng tám huy hiệu, người chơi được phép tham gia Pokémon League, bao gồm những người huấn luyện Pokémon giỏi nhất trong khu vực. Ở đó người chơi chiến đấu với Elite Four. Cũng trong suốt trò chơi, người chơi phải chiến đấu chống lại các lực lượng của Team Rocket, một tổ chức tội phạm lạm dụng Pokémon. Họ nghĩ ra rất nhiều kế hoạch để đánh cắp các Pokémon hiếm, tất cả những người chơi phải phá hủy, gặp gỡ và đánh bại ông chủ của tổ chức là Giovanni.
Sau lần đầu tiên người chơi đánh bại Elite Four, một trong những thành viên, Lorelei, đã biến mất. Sau khi có quyền truy cập vào Quần đảo Sevii, một khu vực hoàn toàn mới, người chơi phát hiện ra Lorelei trong nhà cô và thuyết phục cô quay lại với anh ta. Một lần nữa, nhân vật chính phải phá vỡ kế hoạch của Team Rocket trong nhiều lần, phục hồi hai cổ vật, Ruby và Sapphire, và đưa chúng vào máy tính chính tại One Island. Sau đó, người chơi có thể giao tiếp, chiến đấu, giao dịch, v.v., với Ruby và Sapphire.

## Phát triển
FireRed và LeafGreen được công bố lần đầu tiên vào tháng 9 năm 2003 khi phiên bản làm lại sắp tới của các trò chơi Pocket Monsters Red and Green ban đầu được phát hành tại Nhật Bản vào năm 1996. Giám đốc trò chơi Junichi Masuda tuyên bố các tựa game mới sẽ được phát triển xoay quanh ý tưởng về sự đơn giản, vì công cụ trò chơi là phiên bản sửa đổi một chút của trò chơi được sử dụng trong Pokémon Ruby và Sapphire. Do đó, FireRed và LeafGreen được tạo ra tương thích hoàn toàn với Ruby và Sapphire, cho phép người chơi giao dịch Pokémon giữa các trò chơi.
Khả năng kết nối của FireRed và LeafGreen với Bộ điều hợp không dây Game Boy Advance được chủ tịch Nintendo Satoru Iwata tuyên bố là có thể "tăng cường chiến đấu trực tiếp, trao đổi thông tin và liên lạc với người khác." Một giao diện nâng cao đã được tạo ra cho trò chơi để tăng khả năng sử dụng cho người chơi mới, cũng như hệ thống trợ giúp trong trò chơi theo ngữ cảnh có thể hỗ trợ người chơi bị mất hoặc nhầm lẫn trong cuộc hành trình của họ. Chủ tịch Công ty Pokémon Tsunekazu Ishiharu lưu ý: "Chúng tôi không cảm thấy đây là bản làm lại. Chúng tôi cảm thấy đây là một trò chơi mới, với công nghệ không dây", đề cập đến bộ điều hợp không dây đi kèm.
Việc sản xuất độc quyền của Nhật Bản cho FireRed và LeafGreen bị giới hạn ở nửa triệu bản, bất chấp sự thành công của Pokémon Ruby và Sapphire. IGN suy đoán rằng Nintendo đang mong đợi ít nhu cầu hơn cho các trò chơi mới, hoặc nó bị hạn chế do việc sản xuất bộ điều hợp không dây đi kèm. Các phiên bản Đông Mỹ của FireRed và LeafGreen đã được công bố gián tiếp lần thứ hai tại DICE năm 2004. Mặc dù các trò chơi gốc được phát hành dưới dạng Red and Blue ở Bắc Mỹ, các phiên bản làm lại vẫn giữ nguyên tên tiếng Nhật là "Red" và "Green". Masuda lưu ý đây là một lựa chọn từ phía ông, nói rằng chiếc lá đại diện cho một biểu tượng hòa bình, trái ngược với sự thay thế của nước mà ông cho là xung đột với biểu tượng lửa được sử dụng bởi trò chơi khác.

### Âm nhạc
Âm nhạc được sử dụng trong các trò chơi được lấy từ các máy chơi game cổ điển và được sắp xếp bởi Go Ichinose. Masuda và Ichinose quyết định không thay đổi nhạc được sử dụng lại từ các âm nền cơ bản được sử dụng trong Red và Blue, và thay vào đó cập nhật chúng bằng cách thêm các âm thanh bổ sung. Một số bài hát có các thay đổi chính bổ sung so với nhạc gốc và một số bài hát như nhạc Trainer Battle được viết lại bằng MIDI cho GBA chứa các khúc cua giữa các nốt. Một bộ gồm hai đĩa nhạc mang tên GBA Pokémon FireRed & LeafGreen Super Complete đã được phát hành, với đĩa đầu tiên có tất cả âm nhạc được sử dụng bình thường trong trò chơi, trong khi đĩa thứ hai có các bài hát bổ sung dựa trên và lấy cảm hứng từ âm nhạc trong các trò chơi. Trong số này có hai bài hát.
Trong tuần đầu tiên phát hành tại Nhật Bản, FireRed và LeafGreen đã bán được tổng cộng 885.039 bản, ít hơn số lượng được bán bởi Pokémon Ruby và Sapphire trong khoảng thời gian đó, nhưng IGN cho rằng doanh số nhỏ hơn là do các tựa game mới được làm lại. Trong nửa đầu tháng 8 trước khi FireRed và LeafGreen được phát hành tại Hoa Kỳ, các trò chơi đã nhận được hơn 150.000 đơn đặt hàng trước, gấp đôi số tiền mà Ruby và Sapphire nhận được. Phó chủ tịch tiếp thị và truyền thông doanh nghiệp của Nintendo George Harrison nhận xét: "Việc bán trước này cho thấy hơn hai lần lợi ích của người chơi!" Hơn một triệu bản FireRed và LeafGreen đã được bán ở Mỹ chưa đầy một tháng sau khi phát hành trong khu vực đó. Tính đến ngày 31 tháng 3 năm 2008, các trò chơi đã bán được 11,82 triệu bản trên toàn thế giới. Các trò chơi sau đó đã được đưa vào dòng Nintendo Choice ở Bắc Mỹ và được bán lại trên thị trường với giá bán lẻ thấp hơn đáng kể. Tuy nhiên, không giống như bản phát hành ban đầu, các trò chơi phiên bản của Lựa chọn trên mạng không bao gồm Bộ điều hợp không dây đi kèm.
Các đánh giá về FireRed và LeafGreen hầu hết đều tích cực và các trò chơi hiện đang giữ tổng điểm 81% trên Metacritic. Craig Harris của IGN đã xếp hạng các trò chơi "Xuất sắc" 9.0 / 10 và ca ngợi những người tạo ra các trò chơi vì đã tạo ra một trò chơi "hoạt động rất tốt cho thị trường cầm tay. Nó không giống với Ruby / Sapphire," nhưng nó vẫn cực kỳ thỏa mãn. " Harris đã không tích cực về đồ họa của các trò chơi, mà ông nghĩ là "hạn chế" và "cơ bản". Greg Kasavin của GameSpot, người đã đưa ra các trò chơi 8.4 trên 10, nhận xét rằng "mặc dù Pokémon có thể sử dụng một vài vòng xoắn mới sau tất cả những năm này, FireRed và LeafGreen là những trò chơi nhập vai tuyệt vời trên giá trị của riêng chúng, chứa nhiều nội dung hơn và nhiều thử thách hơn so với Ruby và Sapphire năm ngoái, và cung cấp nhiều trò chơi gây nghiện có thể mang lại nhiều niềm vui cho người chơi ở mọi lứa tuổi. " Khác với Harris, Kasavin đánh giá cao đồ họa của trò chơi vì "vẻ ngoài sặc sỡ và thiết kế nhân vật đáng yêu mà loạt phim được biết đến." Game Informer đánh giá các trò chơi là "Rất tốt" 8/10 vì "rất nhiều" vui vẻ ", nhưng họ thấy đồ họa là" hoàn toàn không đáng kể "khi so sánh với các trò chơi cầm tay khác.
Nhà phê bình GameSpy Phil Theobald, người đã trao giải cho bốn trong số năm sao, tuyên bố: "Trước khi tôi biết điều đó, tôi đã bị cuốn hút trở lại. Trò chơi đơn giản hấp dẫn kết hợp với những trận chiến đầu tiên mang tính chiến lược hơn là chiến lược Quá nhiều để chống lại. Và vâng, mánh lới quảng cáo 'bắt tất cả' vẫn hiệu quả, chưa kể cần thiết để xây dựng một bữa tiệc cân bằng tốt. Có điều gì đó về việc theo dõi, bắt và huấn luyện tất cả những Pokémon thực sự thu hút bạn vào thế giới của trò chơi. " Ông biện minh cho đồ họa của trò chơi bằng cách so sánh chúng với các phiên bản Đỏ và Xanh nguyên bản "xấu xí". Những lời khen ngợi đã được dành cho các tính năng mới như hướng dẫn theo ngữ cảnh và hồi tưởng khi tải một trò chơi đã lưu, cũng như khả năng nhiều người chơi của trò chơi thông qua Bộ điều hợp không dây.